# Sízran
Sízran (en rus: Сызрань) és una ciutat russa de l'Óblast de Samara, localitzada a la vora dreta del riu Volga. És la tercera ciutat més poblada de l'óblast.

## Etimologia
La ciutat rep el nom del riu Sízran (actualment Sizranka), sobre el qual es va fundar la fortalesa. Testimonis del segle XVIII es refereixen al riu amb les formes Syza i Syzan, del tàrtar “syza” “barranc, feix”; l'element "ran" es pot explicar com un indicador del cas ablatiu txuvaix, corresponent a la preposició "des de".

## Història
La ciutat actual fou fundada com a fortalesa l'any 1683 per decret del tsar Pere I. Ràpidament, es va convertir en un centre comercial de la regió i va adquirir l'estatus de ciutat el 1796. De la fortalesa original encara es conserva una torre.
El 1780, Caterina II va establir l'escut de la ciutat - "Un bou negre en un camp daurat, que significa l'abundància d'aquest tipus de bestiar" - per a l'èxit en el comerç de bestiar i gra.

## Economia
Els principals ocupadors de la ciutat són una refineria de petroli (propietat de Rosneft), OAO Tyazhmash una empresa de maquinària metal·lúrgia i la central elèctrica de Sízran.

## Personatges notables
- Konstantin Fedin, novel·lista i funcionari literari.
- Alexei Tolstoi, escriptor.
- Arkadi Ostrovski, compositor.
- Andrei Siniavski, escriptor.
- Mikhaïl Kornienko, cosmonauta.
- Viktor Nikitin, cantant.
- Ekaterina Vetkova, jugadora d'handbol.

## Ciutats germanes
Sízran està agermanada amb:
- Pingdingshan, Henan, Xina (des del novembre de 2000)[3]
- Oral, Kazakhstan Occidental, Kazakhstan.